# Nepenthes papuana
Nepenthes papuana Danser, 1928 è una pianta carnivora della famiglia Nepenthaceae, endemica della Nuova Guinea, dove cresce a 0–1300 m.

## Conservazione
La Lista rossa IUCN classifica Nepenthes papuana come specie a rischio minimo (Least Concern).